# Понте Фило-Барка (Салерно)
Понте Фило-Барка је насеље у Италији у округу Салерно, региону Кампанија.
Према процени из 2011. у насељу је живело 131 становника. Насеље се налази на надморској висини од 458 м.